# Armaturenbrett

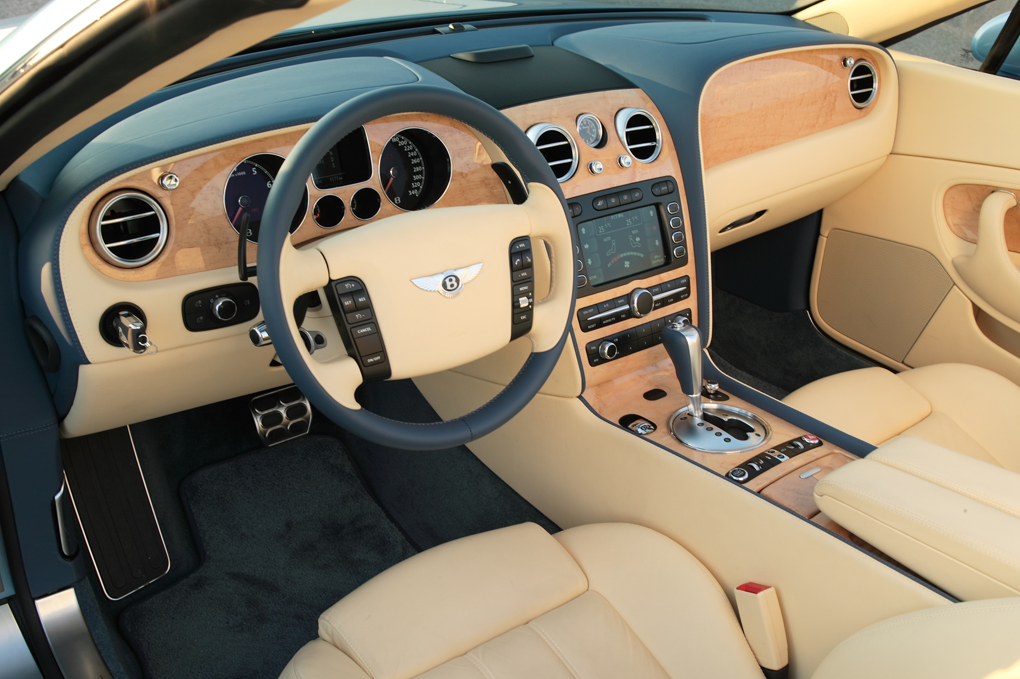
Armaturenbrett eines Bentley Continental GTC

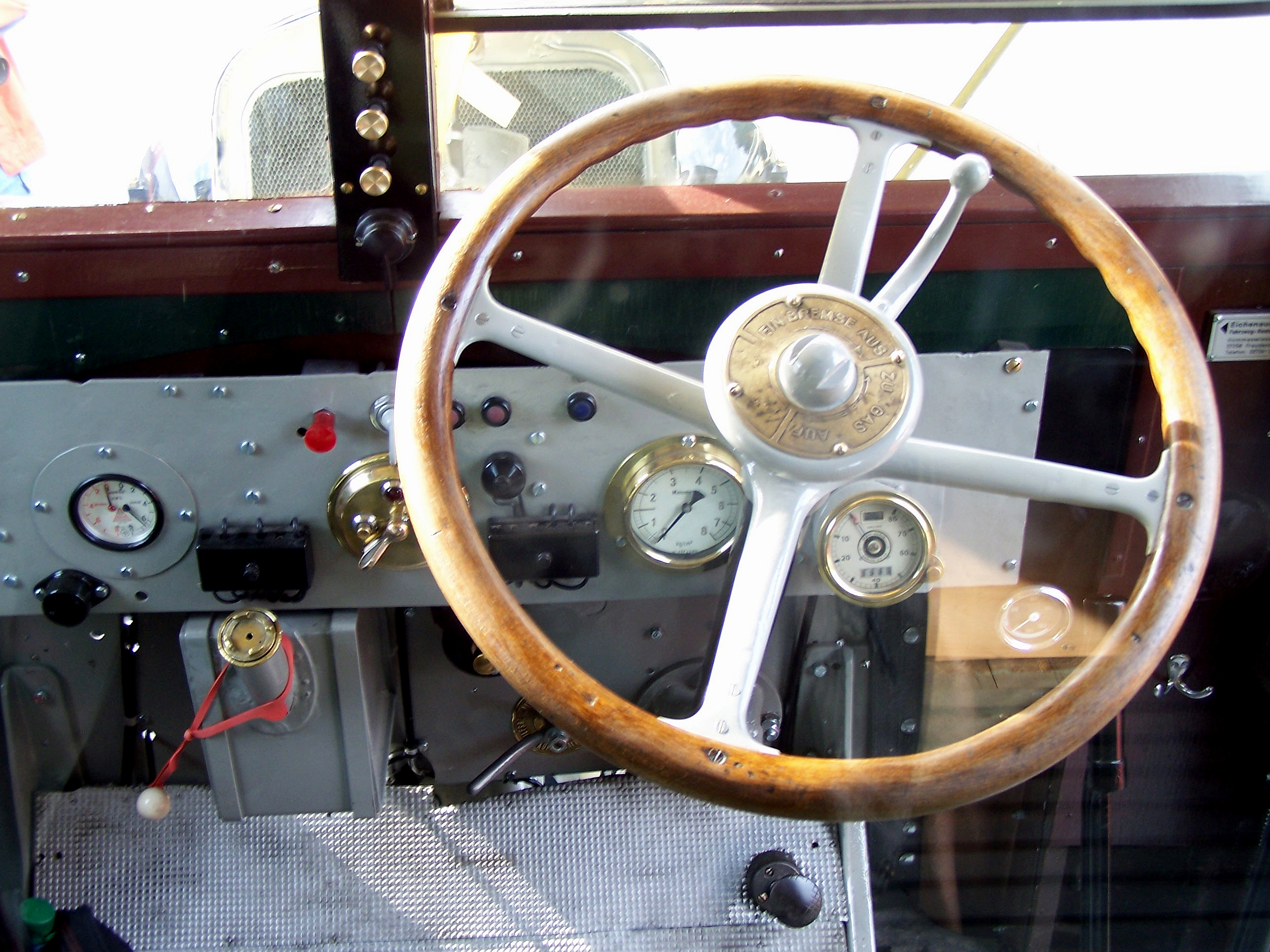
Armaturenbrett eines historischen DAAG-Postbusses, Baujahr 1925

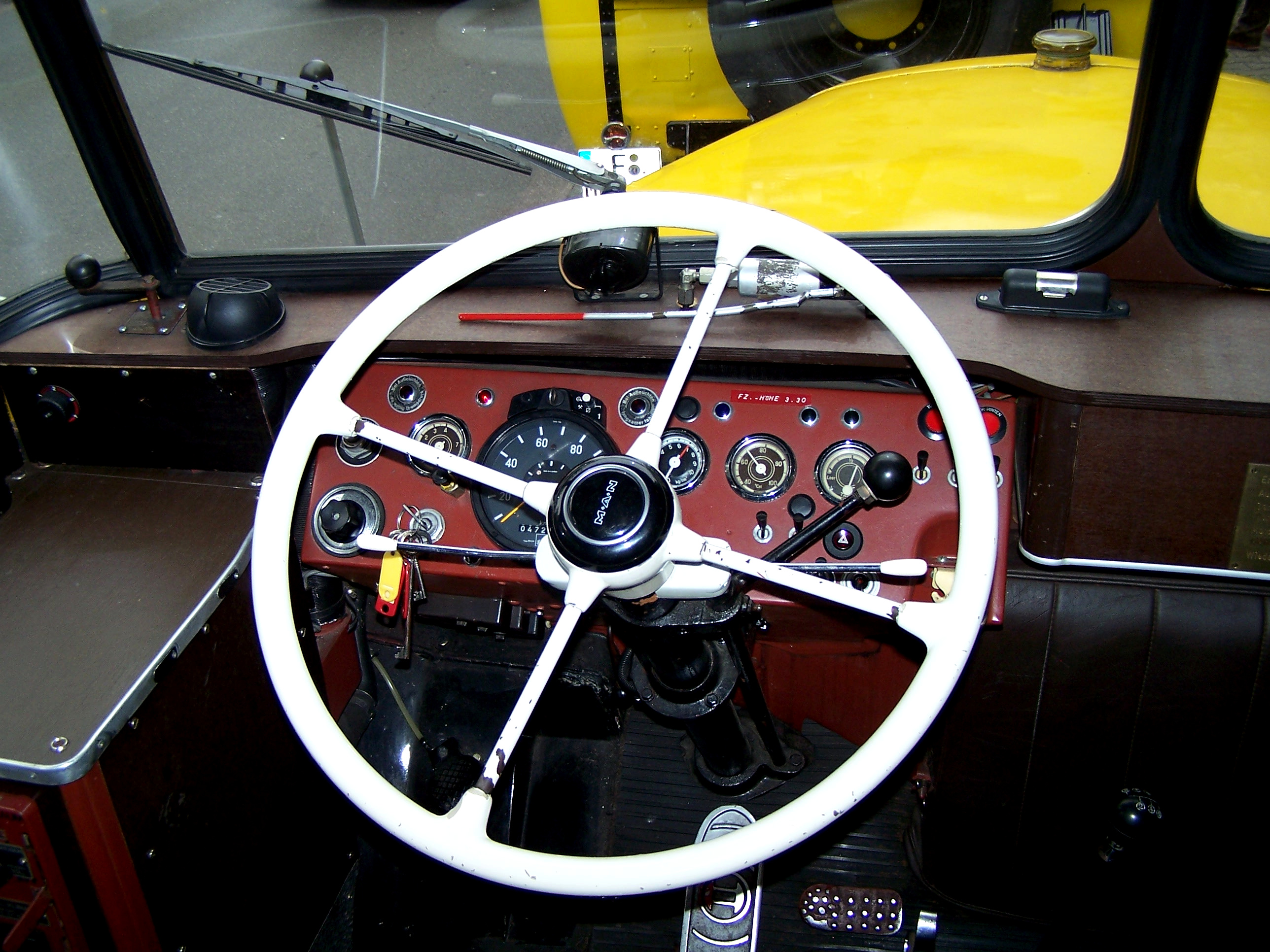
Armaturenbrett eines historischen MAN-Postbusses

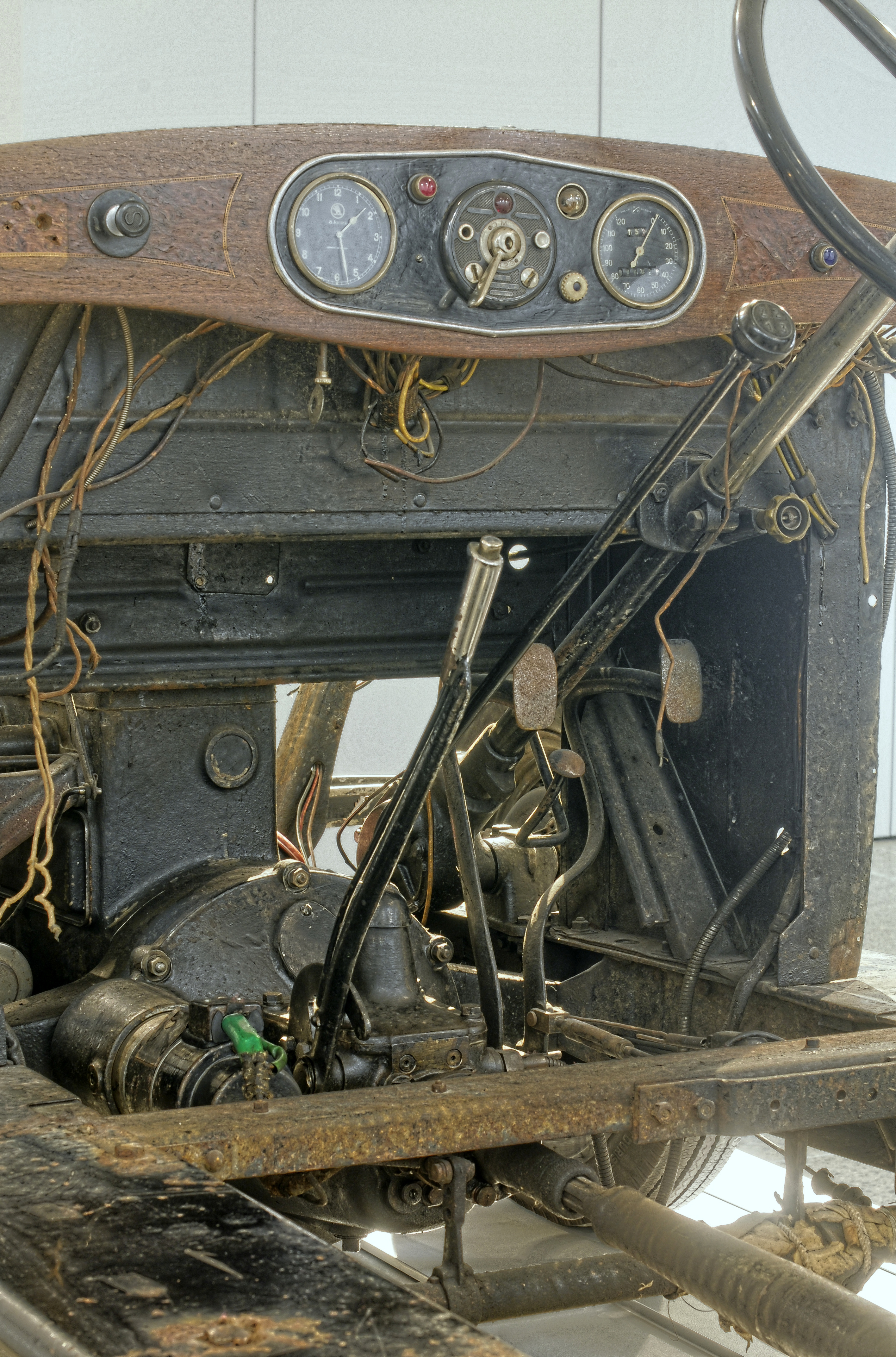
Armaturenbrett eines Škoda 422, ausgestellt im Škoda Muzeum

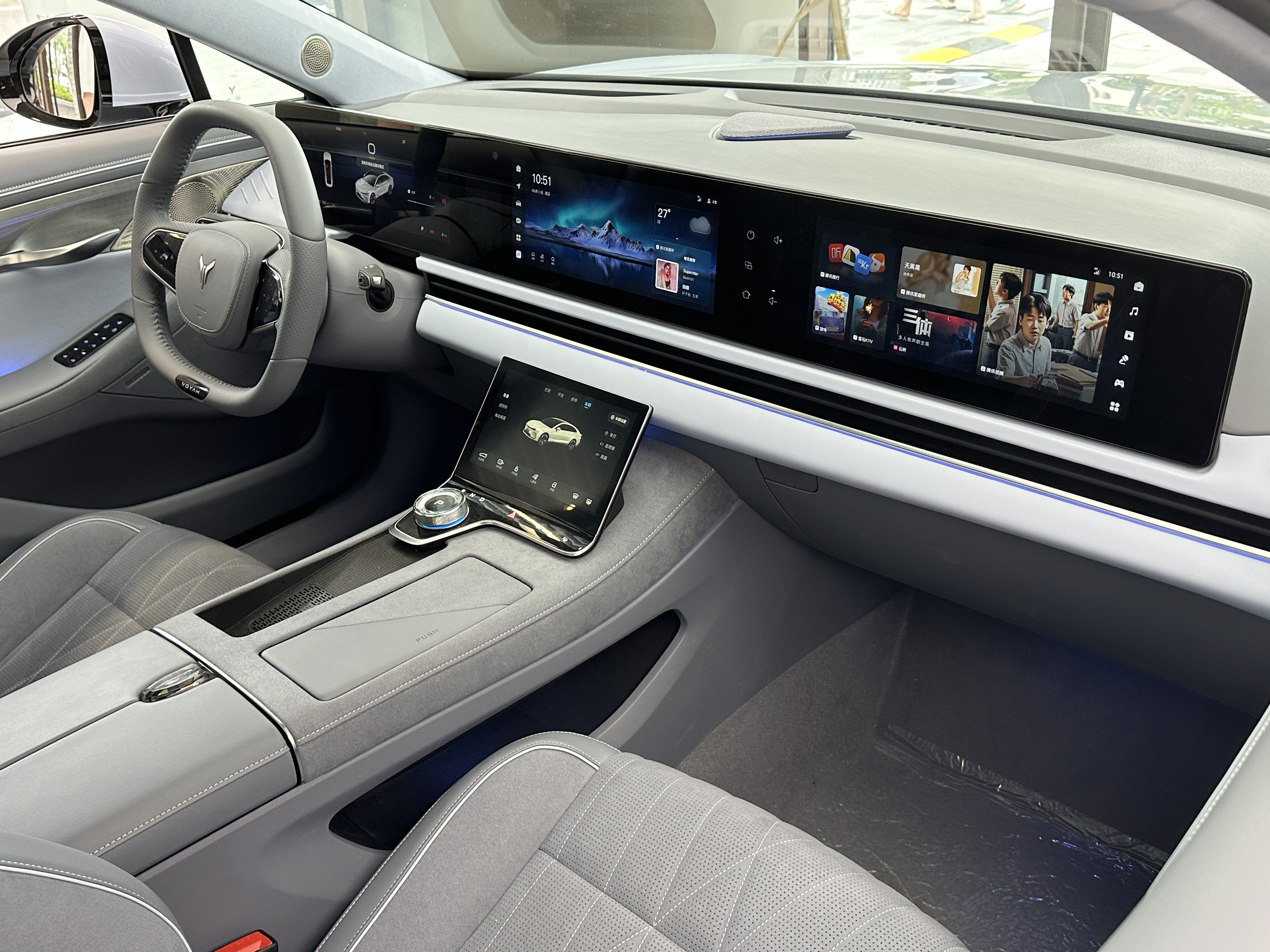
Digitale Anzeige im Voyah Passion

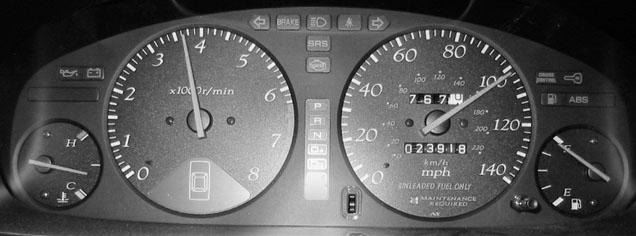
Die wichtigsten Elemente im Armaturenbrett

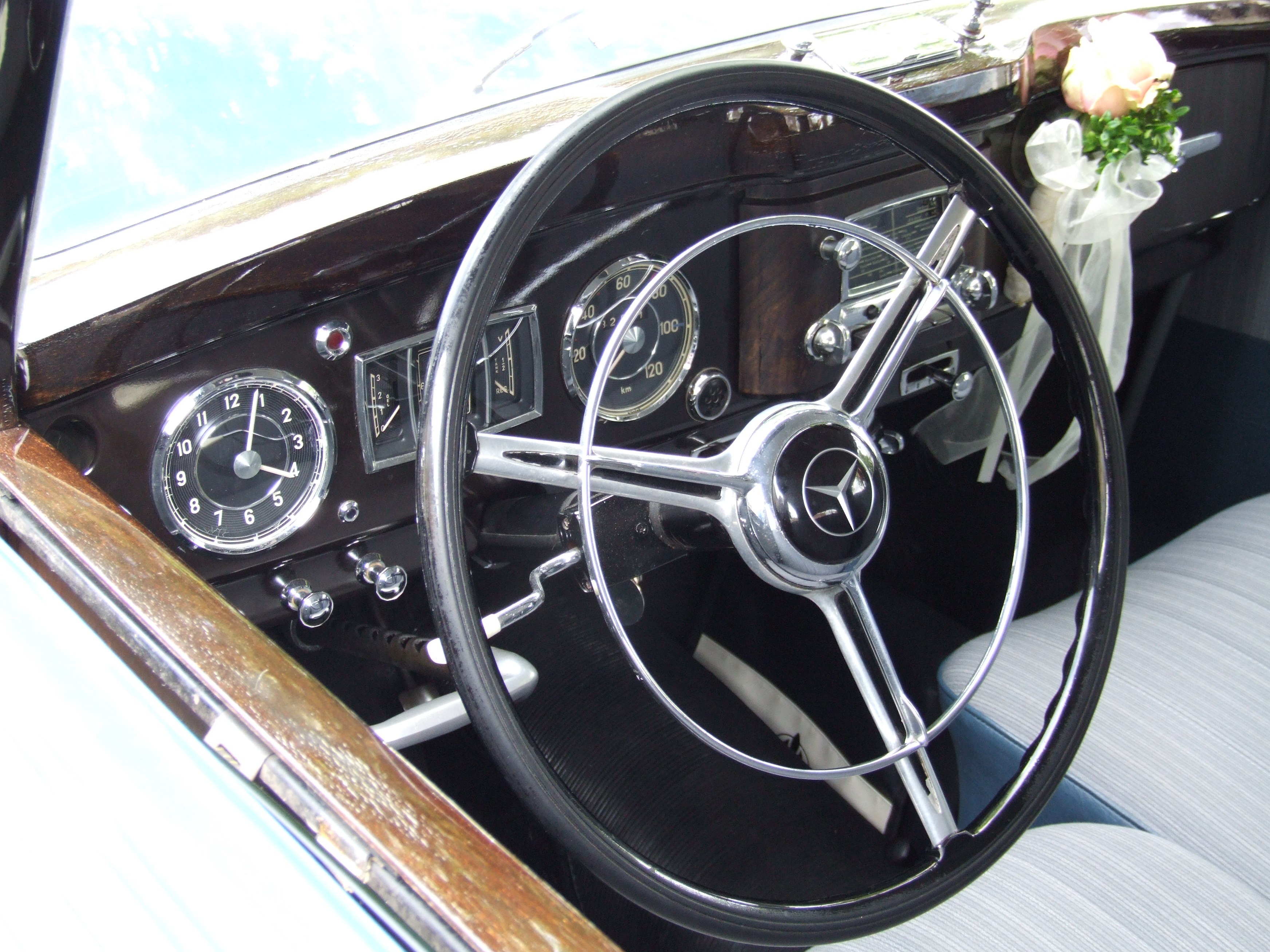
Historisch: Armaturenbrett des Mercedes-Benz 170 DS

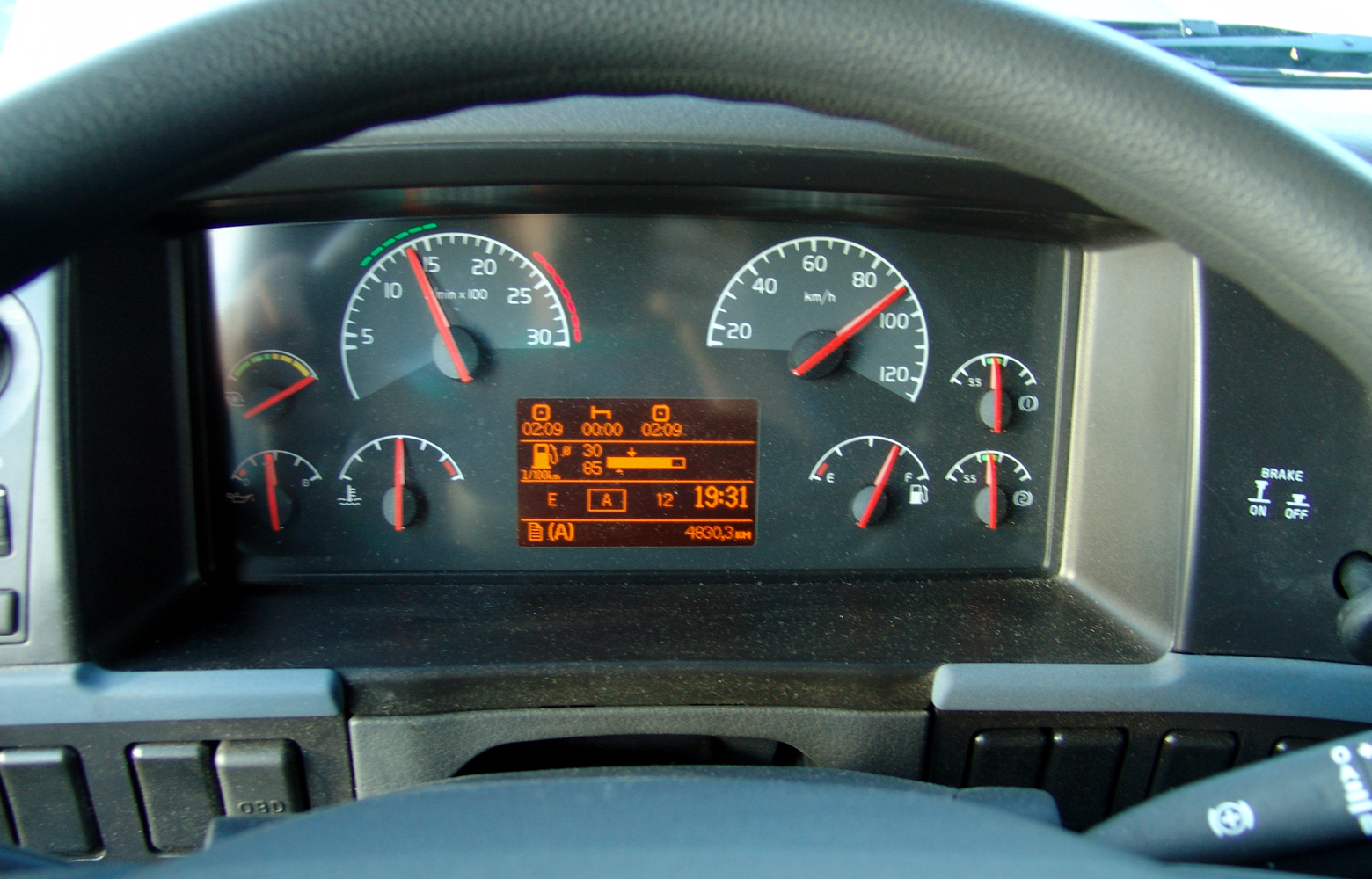
Instrumente in einem Lkw (Volvo FH)

Ein Armaturenbrett ist eine Anzeige- oder Instrumententafel mit Messanzeigern und Bedienungshebeln (Armaturen) einer Maschine. Auch wenn bei Autos die Instrumente, bis auf Ausnahmen, längst nicht mehr auf einem Brett montiert sind, spricht man hier von einem Armaturenbrett, früher auch von einer Schalttafel. Bei einem Lkw wird es häufig auch als Instrumententafel bezeichnet.
Dieser Artikel beschreibt im Folgenden ein Armaturenbrett bei einem mitteleuropäischen, auf Rechtsverkehr ausgelegten Pkw ohne besondere Beschränkungen wie beispielsweise eine bauartbedingte Höchstgeschwindigkeit. In Ländern mit Linksverkehr wie etwa Großbritannien und Japan ist die Anordnung zum Teil seitenverkehrt. In Deutschland schreibt die Straßenverkehrs-Zulassungsordnung einen Teil der Instrumente und Einrichtungen vor.

## Instrumente
Grundsätzlich sind die wichtigen Instrumente zentral im Blickfeld des Fahrers angeordnet. Bei den meisten modernen Pkw sind sie  in einem sogenannten Kombiinstrument oberhalb der Lenksäule zusammengefasst.
In jedem Fall ist hier ein Tachometer zur Anzeige der Geschwindigkeit mit eingebautem Kilometerzähler (korrekt: Wegstreckenzähler) zu finden (in Deutschland § 57 StVZO). Dort sind auch die Kontrollleuchten für Fahrtrichtungsanzeiger (häufig nach Richtungen getrennt), Fernlicht, Lichtmaschine, bei den meisten Fahrzeugen außerdem noch Öldruck und weitere Warnleuchten über den Fahrzeugzustand, die Anzeigen für den Kraftstoffvorrat, Kurbelwellendrehzahl (Anzeige der Umdrehungen in der Minute, Beschriftung 1/min oder min−1, bei älteren Fahrzeugen auch U/min,  UPM, bei Importfahrzeugen rpm, r/min, Giri oder Об/мин; oft auch mit „×100“ oder „×1000“, weil die Markierungen nur ein- oder zweistellig beschriftet sind), Tageskilometerzähler oder zunehmend das Display des Bordcomputers. Bei älteren Modellen kann ein Econometer zur Anzeige des Verbrauchszustands vorgesehen sein. Bei Fahrzeugen mit Automatikgetriebe findet sich zudem vielfach eine mechanische oder elektronische Anzeige der aktuell eingelegten Schaltstufe. Es können noch zusätzliche Kontrollleuchten wie für eine angezogene Feststellbremse oder nicht angelegte Sicherheitsgurte vorhanden sein.

### Digitale Anzeige
Seit den 1970er Jahren gibt es den Trend zu vollständig digitalen Anzeigen (Ziffernanzeigen), die häufig in der Mitte des Armaturenbretts angebracht sind. Der Nutzwert derartiger Instrumente ist umstritten, insbesondere sind einige Kritiker der Meinung, dass sich analog anzeigende Instrumente intuitiver erfassen lassen und den Fahrer nicht so stark ablenken.

### Head-up-Display
Eine neue Entwicklung sind Head-up-Displays, sie blenden über Linsen- und Spiegelsysteme die Anzeigen direkt auf der Windschutzscheibe in das Blickfeld des Fahrers ein. Diese Anzeige ergänzt in der Regel die weiter vorhandenen konventionellen Anzeigen am Armaturenbrett.

## Lenkrad
Nah beim Lenkrad sind zumeist die als Hebel ausgeführten Schalter für den Fahrtrichtungsanzeiger, häufig in Kombination mit dem Schalter für das Fernlicht und die Lichthupe, sowie für den Scheibenwischer. Je nach Ausstattung, Alter und Typ des Fahrzeugs werden neben diesen beiden Hebeln noch weitere montiert, zum Beispiel für die Fahrzeugbeleuchtung oder einen Tempomaten. Diese Bedienungselemente können aber auch zu sogenannten Bedienungssatelliten zusammengefasst sein. Das Mittelteil des Lenkrads ist oft mit einem Airbag versehen und dient zugleich als Schalter für das Signalhorn („Hupe“). Bei einigen Herstellern wird die Hupe jedoch über separate Druckknöpfe direkt am Lenkrad gesteuert. Andere rüsten das Lenkrad mit weiteren Bedienungselementen aus; zum Beispiel Steuerungen für das Autoradio oder Autotelefon.
Bei älteren Fahrzeugen ist der Schalter für den Warnblinker häufig auf der Oberseite der Lenksäule montiert. Das Lenkrad selbst ist bei den meisten Neufahrzeugen höhen- oder weitenverstellbar, um dem Fahrer mehr Komfort zu bieten und der Ermüdung entgegenzuwirken. Ein beliebtes Extra ist zudem eine elektrische Lenkradverstellung.

## Umgebung
Außerhalb dieses zentralen Bereichs, nämlich in der Mittelkonsole, finden sich weitere Bedienungselemente, die vom Fahrer erreicht werden müssen. Darunter fallen beispielsweise die Schalter für Beleuchtung, Heizung (diese ist in Deutschland im § 35 c der StVZO vorgeschrieben) oder Klimaanlage, Autoradio, elektrische Fensterheber, sofern sie nicht in den Türen untergebracht sind, sowie die Heckscheibenheizung. Bei moderneren Fahrzeugen ist außerdem der Schalter für den Warnblinker häufig in der Mitte des Armaturenbretts angebracht und deutlich hervorgehoben, damit im Notfall auch der Beifahrer den Schalter finden und betätigen kann. Auch für die Zentralverriegelung kann hier ein Schalter vorhanden sein.
Unterhalb des Armaturenbretts, seltener im Motorraum des Fahrzeugs, sind meist die Sicherungen für die Bordelektrik montiert. Im Fußraum sind meistens drei Pedale (Gaspedal, Bremse und Kupplung) eingebaut; bei Fahrzeugen mit Automatikgetriebe entfällt das Kupplungspedal. Bei einigen Herstellern wie beispielsweise Mercedes-Benz wird die Feststellbremse nicht als Handbremse betätigt, sondern über ein Pedal. Dort ist auch meist die Entriegelung für die Motorhaube; die Fernentriegelung für Tankdeckel und Kofferraum sind meist am Seitenschweller angebracht.

## Schaltung/Getriebe
Der Schalthebel sitzt meist auf dem Kardantunnel unterhalb des Armaturenbretts. Diese Ausführung des Schalthebels wird auch Knüppel- oder Mittelschaltung genannt. Nachteilig an dieser Anordnung ist, dass der Durchstieg vom Fahrer- zum Beifahrerplatz nicht frei ist.
Um freien Durchstieg und eventuell drei Plätze in der vorderen Sitzreihe zu ermöglichen, wurden Getriebeschaltungen mit Schalthebel an der Lenksäule entwickelt, die Lenkradschaltung, wie sie vornehmlich bei US-amerikanischen Fahrzeugen und auch bei vielen europäischen Pkw der 1950er und 1960er Jahre anzutreffen ist. Auch bei einigen aktuellen Modellen wie zum Beispiel dem BMW 7er oder der M-Klasse von Mercedes-Benz ist der Automatikwählhebel an der Lenksäule. Vorwählgetriebe, die in den 1930er Jahren verbreitet waren, haben nur wenige Zentimeter große Schalthebel an der Lenksäule oder im Armaturenbrett für den Gangwechsel, so auch später das Goggomobil.
Bei der sogenannten Revolver- oder Krückstockschaltung einiger Pkw mit Frontantrieb, ist der Schalthebel im Armaturenbrett montiert. Bei Fahrzeugen mit längs eingebauten Motoren, zum Beispiel Citroën 2CV und Renault R 4 sitzt er in der Mitte des Armaturenbretts, bei Fahrzeugen mit Quermotor, zum Beispiel bei Lloyd und dem Trabant ist er parallel zur und an der Lenksäule angeordnet. Diese Schaltungen erforderten ein weniger kompliziertes Gestänge zum weit vorn liegenden Getriebe als eine Mittelschaltung.

## Feststellbremse
Einige Hersteller, wie zum Beispiel Citroën (GSA), Volkswagen (Typ 2 T2) oder Honda (CR-V), haben bei ihren Fahrzeugen auch die Feststellbremse im Armaturenbrett untergebracht. Häufig waren die Fahrzeuge mit Stockhandbremsen ausgerüstet, die unterhalb des Armaturenbretts links oder rechts von der Lenksäule angebracht waren. Moderne Fahrzeuge werden zunehmend mit elektrischen Handbremsen geliefert. Allerdings haben diese den Nachteil gegenüber einer herkömmlichen Handbremse, dass man damit nicht mehr die Bremskraft dosieren kann.

## Sonstiges
Vervollständigt wird das Armaturenbrett durch die vielen Dinge, die mit der Bedienung des Fahrzeugs nur sekundär etwas zu tun haben. Grenzen sind hier nur durch die Phantasie des Fahrzeugherstellers oder -halters gesetzt. Allgemein üblich sind Lautsprecher und Luftaustrittsdüsen, ein Aschenbecher, Zigarettenanzünder (der meist auch als Steckdose für 12-Volt-Geräte dient), eine Halterung für ein Mobiltelefon, eine Uhr (analog oder digital), Beifahrerairbag, ein Handschuhfach und weitere Ablagen sowie Getränkedosenhalter. Neuerdings treten auch immer mehr Autoklimaanlagen und Navigationssysteme auf.

## Besonderes

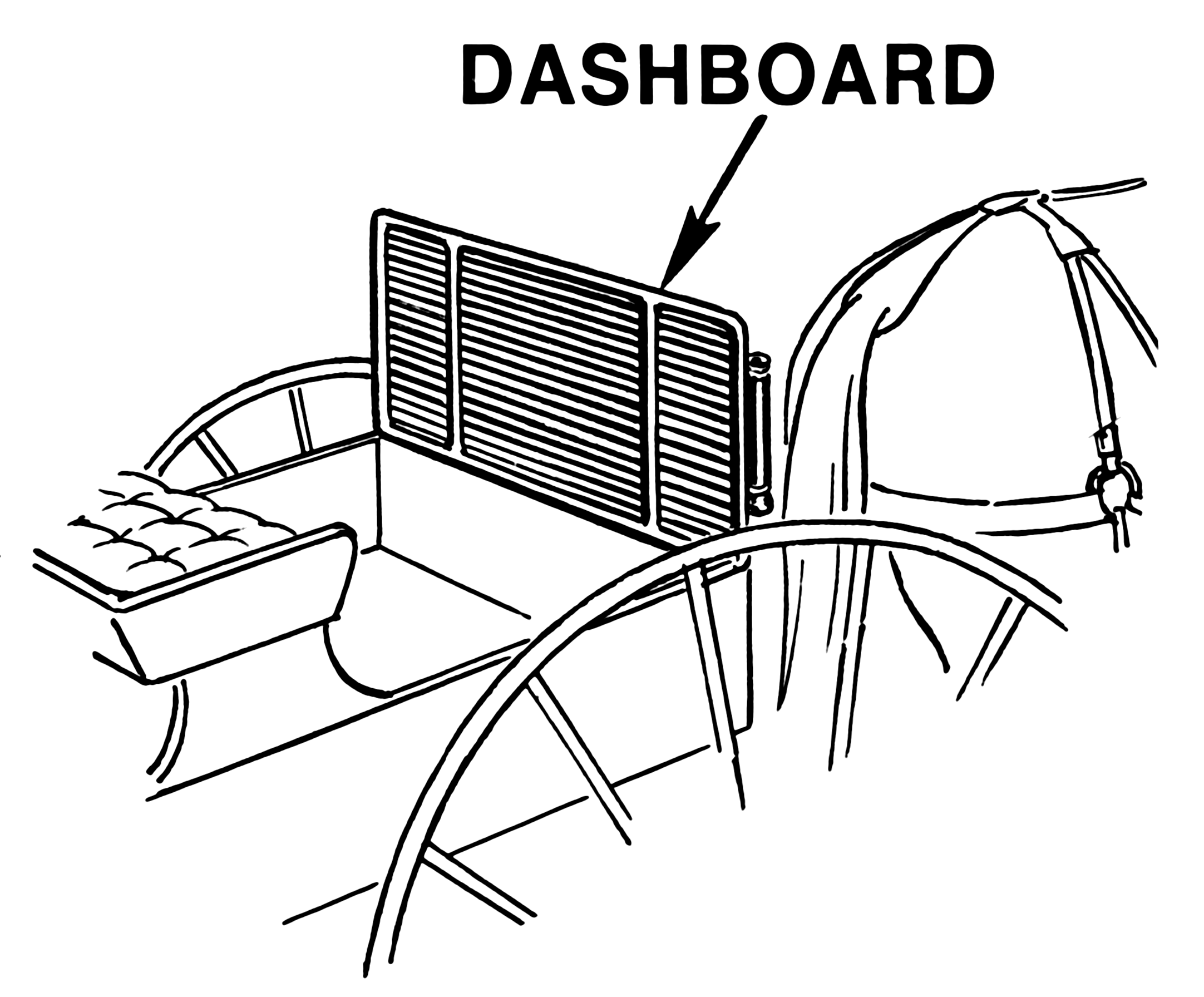
Spritzwand, engl. dashboard, bei einer Kutsche

- Bei Fahrzeugen mit Fahrtenschreiber ist der Tachometer mit diesem gekoppelt und häufig in einem Gerät zusammengefasst.
- Bei Taxis befindet sich der Taxameter ebenfalls am Armaturenbrett (bei neuen Fahrzeugen ist er zum Teil in den Rückspiegel integriert).
- Die englische Bezeichnung dashboard rührt von der ursprünglichen Funktion als Spritzwand her: Es war ein „Brett“, das den Kutscher vor aufspritzendem (dashed up) Straßendreck schützte.